# 孙林父
孙林父（？—？），即孙文子，姬姓、孙氏，卫武公後裔，春秋时期卫国的卿。
前584年，孙林父被卫定公厌恶，出奔晋国。前577年，在晋厉公、郤犨的干涉下，卫定公被迫接纳孙林父回国，不久，卫定公去世，其子卫献公即位。前576年，孙林父和范文子、叔孙侨如、华元等与吴国会盟。前571年，参与筑虎牢。前566年，聘问鲁国，叔孙豹评价孙氏必亡。前563年，楚国公子贞、郑国子耳伐宋国，卫献公救援。郑国子展、子驷派兵伐卫，孙林父与子孙蒯抵御。前562年，随诸侯伐郑。前559年，卫献公不敬孙林父和宁殖，召他们赴宴，却爽约。卫献公当着孙蒯的面让乐工师曹唱《巧言》终章。孙蒯告知父亲，孙林父联合宁殖驱逐卫献公，立献公之弟卫殇公。卫献公逃到齐国。前556年，孙蒯挑衅曹国，引起卫国和曹国的战争，晋国调停，扣押孙蒯。前554年，孙林父伐齐。前553年，宁殖临终，后悔逐出卫献公，让儿子宁喜掩护卫献公回国。前548年，卫献公联络宁喜。前547年，宁喜杀卫殇公，立卫献公复辟，孙林父以戚地归附晋国避难。